# Marcus Brimage
Marcus Clyde Brimage, född 6 april 1985 i Colorado Springs, är en amerikansk MMA-utövare som 2011–2015 tävlade i organisationen Ultimate Fighting Championship.